# موریتس استپلکمپ
موریتس استپلکمپ (انگلیسی: Moritz Stoppelkamp؛ زادهٔ ۱۱ دسامبر ۱۹۸۶) بازیکن فوتبال اهل آلمان است که در پست هافبک بازی می‌کند.
از باشگاه‌هایی که در آن بازی کرده‌است می‌توان به باشگاه فوتبال پادربورن، باشگاه فوتبال هانوفر ۹۶، باشگاه فوتبال مونیخ ۱۸۶۰، باشگاه فوتبال قوت-وایس ارفورت، باشگاه فوتبال کارلسروهه، و باشگاه فوتبال روت‌وایس اسن اشاره کرد.
وی همچنین در تیم ملی فوتبال جوانان آلمان بازی کرده‌است.